# 菅野直行
菅野 直行（すがの なおゆき、1951年1月14日 - ）は、日本の元俳優、元子役、元声優。別名は菅野 直之。

## 出演作品

### テレビドラマ
- 判決 第1シリーズ 第74話「教室に太陽を」（1964年、NET）
- 特別機動捜査隊（NET）
  - 第142話「濁った河」（1964年） - 町村良吉
  - 第173話「若い炎」（1965年） - 丸山幸二
  - 第324話「刑事のブルース」（1968年）
  - 第457話「マンガの世界をゆく」（1970年） - 水垣
  - 第596話「高円寺 吉祥寺 国分寺」（1973年） - 一也
  - 第617話「若者よ夜明けを探せ」（1973年） - 富田
- くらやみ五段（1965年、NET） - 三郎（わんぱく四銃士）
- 青春時代劇 / 宮本武蔵（1965年、NTV）
- ナショナル劇場 / こんにちは!そよ風さん 第11話（1969年、TBS）
- ポーラテレビ小説 / パンとあこがれ（1969年、TBS）
- 女殺し屋 花笠お竜 第7話「合言葉は忠治好みの女」（1969年、12ch）
- タケダアワー / 柔道一直線（1970年、TBS）
  - 第41話「荒鷲よ、はばたけ! －高校とはなにか－」
  - 第42話「地獄をとびこえろ! －己れに勝つとはなにか－」
  - 第45話「火の鳥よ翼（はね）を燃やせ －師とはなにか－」
  - 第48話「竜虎の死斗 －戦いとはなにか－」
- 打ち込め! 青春（1971年、NET）
- ブラザー劇場 / 刑事くん（TBS）
  - 第1部 第16話「負けてたまるか!」（1971年）
  - 第2部 第13話「白鳥は強くはばたく」（1973年）
- キイハンター（TBS）
  - 第195話「ミイラの殺人忘年会」（1971年）
  - 第213話「ずっこけスパイ ハレンチ大学」（1972年）
- 時間ですよ 第60話（1972年、TBS） - 小林
- 家光が行く 第6話「仇討ち愚連隊」（1972年、NTV）
- アイフル大作戦 第7話「美女の顔紛失事件」（1973年、TBS）
- 風雲ライオン丸 第17話「西から来た男」 - 第24話「悲運!! 父との再会!」（1973年、CX） - 七色虹之助
- 土曜日の女シリーズ / 女子高校生殺人事件（1974年、NTV） - 峯高志
- 白い牙 第15話「昼下がりの訪問者」（1974年、NTV）
- プレイガールシリーズ（12ch）
  - プレイガール　(1974年)
    - 第266話「ああ! わたし貴方に負けそう」 - 周造
    - 第275話「怪談 血煙りに浮ぶ女」 - 安夫
    - 第277話「高校生売春殺人事件」 - 伸次

  - プレイガールQ
    - 第5話「ハイティーン残酷私刑」（1974年） - 富岡修
    - 第33話「女の武器は燃えた肌」（1975年） - 山村健次
    - 第41話「プレイガールシリーズ300回記念作品 東京エマニエル夫人」（1975年） - 本山昇
    - 第44話「女は裸で燃え上がる」（1975年） - 田村
    - 第55話「娘たちは裸で燃える」（1975年） - 西川三郎
    - 第64話「女の勝負は裸で迫せまる」（1976年） - 修
- おじさま!愛です 第15話「二人だけの誕生日?」（1975年、NET） - オサム
- 右門捕物帖 第46話「命いとおしく」（1975年、NET）
- 夜明けの刑事 第26話「秘密を知った父」（1975年、TBS）
- 長崎犯科帳 第24話「悪い奴らをあぶりだせ」（1975年、NTV）
- TOKYO DETECTIVE 二人の事件簿 第31話「深なさけ殺人事件」（1975年、ABC）
- 大非常線 第3話「ダイヤモンドに愛を」（1976年、NET）
- Gメン'75（TBS）
  - 第47話「終バスの女子高校生殺人事件」（1976年） - バスの乗客（サラリーマン）
  - 第65話「真夏の夜の連続女性殺人事件」（1976年）
  - 第157話「ウェディングドレス殺人事件」（1978年） - 藤村
- 俺たちの旅 第27話「うちの嫁さんチョコちゃんなのです」（1976年、NTV） - サラリーマン風の男
- ベルサイユのトラック姐ちゃん 第15話「サウナ風呂珍騒動」（1976年、NET）
- 忍者キャプター 第35話「恐怖の蝶人間」（1976年、12ch） - 甲賀鬼蝶丸の声
- 快傑ズバット 第4話「涙の敵中突破」（1977年、12ch） - 沢村誠
- 大鉄人17（1977年、MBS） - 海野隊員
- 青春の門 第二部（MBS）
  - 第4話（1978年）
  - 第5話（1978年）
  - 第6話（1978年）
  - 第18話（1979年）
- 大江戸捜査網 第3シリーズ（12ch）
  - 第278話「美女誘拐 謎のセリ札」（1979年）
  - 第338話「決死の御金蔵破り」（1980年）
  - 第348話「女の涙か夏の嵐」（1980年）
  - 第407話「訴状を託された娘」（1981年）
- 半七捕物帳 第14話「小女郎狐」（1979年、ANB）
- ザ・スーパーガール 第22話「花嫁強奪 殺しの前に裸をうばえ」（1979年、12ch）
- 明日の刑事 第89話「シーザー号最大の危機」（1979年、TBS）
- ライオン奥様劇場 / 微笑日記（1979年、CX）
- 江戸の牙 第5話「悲壮 命買います」（1979年、ANB） - 伊佐吉
- 噂の刑事トミーとマツ（TBS）
  - 第1シリーズ（1980年）
    - 第19話「女抱きつきスリ大騒動」
    - 第52話「アッ? マツが トミーを射殺した!」

  - 第2シリーズ 第5話「トミマツの阿波踊り! 爆弾魔のふざけた命令」（1982年）
- 大捜査線 第10話「誘拐」（1980年、CX）
- 土曜劇場 / 時よ炎のごとく!（1980年、CX）
- ミラクルガール 第5話「包囲線のメロディー」（1980年、12ch）
- ナショナルゴールデン劇場 / 若き日の北條早雲（1980年、ANB）
- 木曜ゴールデンドラマ（YTV）
  - チャップリン暗殺計画（1980年）
  - 北アルプス脱獄誘拐事件（1981年）
  - 運命の殺意 北信濃母子心中（1982年）
- 金曜劇場 / 私はタフな女 第1話（1981年、NTV）
- 秘密のデカちゃん 第14話「恋の決闘! 2人に迫る危機2発」（1981年、TBS）
- 太陽にほえろ! 第471話「山さんに任せろ!」（1981年、NTV）
- 月曜ワイド劇場 / 無影燈（1982年、ANB）
- 暁に斬る! 第2話「夫婦橋慕情」（1982年、KTV）
- 土曜ワイド劇場 / 江戸川乱歩の美女シリーズ（天知茂版） 第19作「湖底の美女」（1982年、ANB） - 警察医
- 右門捕物帖 第5話「謀殺・からくり御用帖」（1982年、NTV）
- バッテンロボ丸（1983年、CX）
  - 第19話「強いぞ! お兄ちゃんは世界一」 - 次郎
  - 第36話「正義の味方株式会社」 - 案山子

### テレビアニメ
- リボンの騎士（1967年 - 1968年、CX）
- わんぱく探偵団（1968年、CX） - 小林芳雄
- 佐武と市捕物控 第49話「飛びこんだ若様」（1969年、NET） - 捨丸

### 映画
- 安来ぶし道中（1963年、東映） - 鎌田貞夫
- 煙の王様（1963年、日活） - カン助
- 何処へ（1964年、日活） - 玉田金助
- 十七才のこの胸に（1964年、東映） - 本田富夫
- 徳川家康（1965年、東映） - 虎之助 ※ノンクレジット
- 未成年 続・キューポラのある街（1965年、日活） - トシオ
- 網走番外地 悪への挑戦（1967年、東映） - モンキー
- 喜劇団体列車（1967年、東映）
- 女子学園シリーズ（東映）
  - 女子学園 悪い遊び（1970年） - 次郎
  - 女子学園 おとなの遊び（1971年） - 北村直次
- 新・高校生ブルース（1970年、ダイニチ映配） - 和島亘
- 十七才の成人式（1971年、ダイニチ映配） - 伊東久之
- モナリザお京（1971年、ダイニチ映配） - 三吉
- 穴場あらし（1971年、ダイニチ映配） - 亀田太一
- 成熟（1971年、ダイニチ映配） - 坂井正夫
- 狼やくざ 殺しは俺がやる（1972年、東映） - 田口
- 前科おんな 殺し節（1973年、東映） - 照男
- 0課の女 赤い手錠（1974年、東映） - 野呂次男
- 従軍慰安婦（1974年、東映） - 深町二等兵
- 任侠花一輪（1974年、東映） - 勝
- 衝撃! 売春都市（1974年、東映） - サブ
- 華麗なる追跡（1975年、東映） - 青木新平
- 爆発! 暴走遊戯（1976年、東映） - 健次